# Škoda 24Tr Irisbus
Škoda 24Tr Irisbus — 12-метровий 100% низькопідлоговий тролейбус, що випускається з 2004 року компанією Škoda Electric a.s. Цей тролейбус став іще одним тролейбусом, який є побудований на кузовах європейських автобусів та тролейбусів, даний тролейбус є побудованим на базі міських автобусів виробництва французької компанії Irisbus; однак, на тролейбусі застосовано виключно чеське електроустаткування Škoda Blue Drive, яке являє собою комплекс елекктрообладння тягового асинхронного приводу а також обладння для роботи допоміжного устаткування.
Škoda 24Tr Irisbus не є єдиним тролейбусом найновіших розробок Škoda Electric, що базовані на імпортних міських автобусах та тролейбусах: Škoda 26Tr, 27Tr i 28Tr є побудовані на базі автобусів Solaris Urbino. Нині випущено 285 тролейбусів Škoda 24Tr Irisbus, вони використовуються у Чехії, Словаччині, Румунії, Латвії, Україні (Тернопіль, Хмельницький, Харків, Івано-Франківськ) та Узбекистані. Випускається і подовжений варіант даного тролейбуса: Škoda 25Tr Irisbus.

## Опис моделі
Цей тролейбус є призначеним для праці у великих містах з великим пасажиропотоком, та здатен перевозити великі маси пасажирів;  Дані тролейбуси за більшістю компонент є уніфікованими. Цей тролейбус є досить крупним — довжина тролейбуса становить 11,9 метра, тобто він стандартної довжини, є досить крупним і високим за габаритними розмірами, і водночас є вертким на вузьких міських вулицях та добре пристосований для праці у будь-яких кліматичних умовах. Як було зазначено вище, тролейбус є побудований на базі автобусів Irisbus/Iveco і використовує багато компонент від них; кузов тролейбуса є повністю антикорозійними, сталевий кузов тролейбуса є надійний і довговічним. Кузов тролейбуса одноланковий, вагонного компонування, основою вже є готовий кузов, тобто тримальний, коли наявний готовий кузов і усі елементи кріплять саме на нього, а не на раму, щодо рами, то рама є інтегрована з кузовом.
Передок тролейбуса має багато подібностей з автобусами Citelis; передок прямий з гнутим лобовим склом; різниці між зовнішнім виглядом передка Škoda 24Tr i Škoda 25Tr Irisbus немає. Лобове скло тролейбуса гнуте, та є цілком суцільним; у тролейбуса панорамне лобове скло, що забезпечує хороший огляд та контроль за ситуацією на дорозі; у даного тролейбуса, як і у будь-якого європейського, використано багатошарове вітрове скло-триплекс.  На тролейбус поставлено два тришвидкісні склоочисники горизонтального типу, горизонтального типу, які мають великі полотно-насадки, які дозволяють відчистити максимально можливу поверхню вітрового скла від опадів.
Світлотехніка на передку представлена 6 звичайними фарами, двома протитуманними фарами, та двома передніми габаритними вогнями. У тролейбуса оригінальне та незвичайне розміщення фар з таким елементом дизайну, як срібляста «маска» з отворами для фар; такий же дизайн був і у Irisbus Citelis 12M, який було узято за базу при побудуванні тролейбуса. Фари округлі, малого розміру, проте великої потужності, та мають лінзове скління, за допомогою якого значно збільшено їхню далекоглядність. Протитуманні фари уміщено на бампері тролейбуса; вони і зовсім малі, однак досить потужні та також мають лінзове скління. ; .Щодо емблеми тролейбуса, то вона цього разу прикріплена не до кузова тролейбуса, а до його бампера: бампер прикрашає емблема «Škoda». Однак, варто зауважити, що на більшості тролейбусів, побудованих на базі інших є позначки про це ззовні та зсередини; на таких тролейбусах можна побачити надписи «Citelis» (позначує про те, що тролейбус побудований на базі автобуса Irisbus Citelis 12); на боковинах тролейбуса також фігурує емблема Irisbus (не на усіх, звичайно); на задній панелі тролейбуса, на задньому склі може розміщуватися підпис «Irisbus» (без емблеми).
У верхній частині лобового скла тролейбуса встановлений передній електронний маршрутовказівник моделі BUSE, що є сучасним електронним дисплеєм, дане табло керується з місця водія, за допомогою спеціального блоку панелі BUSE BS-100. Окрім цього, маршрутовказівники тролейбуса розміщені на правій боковині, у салоні, і ще один розміщений в хвості який лише показує номер, він малого розміру. Бокові дзеркала заднього виду сферичного типу, вони  трохи виступають за габарити тролейбуса та звішуються у стилі «вуха кролика»; використання таких «вухастих» бокових дзеркал є дуже зручним, завдяки тому, що вони забезпечують максимальний рівень контролю за ситуацією на дорозі позаду тролейбуса; також дані «вушка» оснащені додатковими дзеркалами (праве дзеркало), та мають електропідігрів, що унеможливлює запотівання та обмерзання бокових дзеркал заднього виду.
Моторний відсік тролейбуса знаходиться на його задньому звісі, фірма Škoda Electric a.s., на свої тролейбуси, як правило комплектує двигунами серії ML3550 та тяговим інвертором Škoda Blue Drive; даний тролейбус оснащений асинхронним двигуном потужністю 210 кВт. Опціонально комплектується дизельно-генераторною установкою італійського виробництва, якщо точно, то її назва — Iveco APU 100 Dipme, потужністю 100 кВт; Однак, слід зауважити, що нічого з того, що наявне у машин з двигуном внутрішнього згоряння, у тролейбуса немає — дизельно-генераторна установка використовується для вироблення електроенергії; а паливний бак тролейбуса розміщений ззаду на лівій боковині біля моторного відсіку. Через те, що ця установка і електродвигун займають багато місця ззаду, задній звис тролейбуса виглядає не дуже характерно; на задньому звисі та боковинах ззаду розміщені повітрозабірники електричного двигуна та дизельно-генераторної установки.
Електроустаткування та допоміжні агрегати у тролейбуса є чеським. В тяговому інверторі використано найсучаснішу елементну базу IGBT-транзисторів, яка значно економить витрачену електроенергію завдяки електродинамічній рекуперації під час гальмування (будь-якого). Завдяки рекуперації, тролейбус споживає до 40% менше електроенергії, аніж тролейбуси з класичним двигуном постійного струму. Пантографи Škoda 24Tr Irisbus комплектовані Lekov TSS, у тролейбуса може бути як механічна, так і напів- або цілком автоматична система підняття та опуску штанг . Варто вказати і те, що Škoda 24Tr i Škoda 25Tr мають такий самий комплект електрообладнання і високий рівень ізоляції електроустаткування IP55. Слід також зазначити, що тролейбус є укомплектованим якісними європейськими компонентами, які застосовані на автобусах Irisbus Citelis. Тролейбус є двовісним. Передня вісь встановлена ZF RL 75, а задня вісь ZF AV 132. Основою кузова є тримальний кузов (готовий кузов, на який і кріпляться усі компоненти), який є інтегрований з рамою. Передня підвіска незалежна пневматична, задня залежна пневматична зі спеціальними регуляторами підлоги, оскільки у тролейбуса наявна система кнілінгу— ECAS. Гальмівна система тролейбуса представлена такими компонентами:
- робоче гальмо (або основне гальмо, яке приводиться у дію натиском на педаль гальма, і сповільнення залежить від сили натиску на педаль) — пневматичне, двоконтурне (розділ на гальмівні контури по осях);
- стоянкове гальмо (гальмо, яке приводиться у дію як правило ручним важелем, який діє на гальмівні механізми тягового моста) — представлене ручним важелем;
- додаткове гальмо — електродинамічне гальмування тяговим електродвигуном;
- ABS — на тролейбус встановлюється антиблокувальна система ABS;
- ASR — на тролейбус встановлюється антибуксувальна система ASR;

До салону тролейбуса ведуть три двостулкові двері поворотно-зсувного типу, вони мають розвинуте скління (тоновані склопакети) і також мають безскалкові стекла. Ззовні (на боковинах) розміщені спеціальні кнопки аварійного відкриття дверей у разі заїдання дверного приводу. Двері мають систему протизащемлення пасажирів, за принципом якої, двері, затиснувши пасажира, одразу відходять на попередню позицію (при чому автоматично); система протизащемлення є дуже актуальною під час великих завантажень тролейбусів у час-пік. Двері також мають систему «повітряного ключа», що блокує хід тролейбуса з відчиненими або напівзачиненими дверима, що є ще одним елементом підвищеного рівня комфорту, безпеки та уваги до пасажира. Тут слід вже сказати, що тролейбус є повністю низькопідлоговим від початку до кінця — так, висота його підлоги над землею у передній частині салону становить 32, а у задній 33 сантиметри (тобто, ще менше аніж у, наприклад, Solaris Trollino 12). Однак, тролейбус має не лише низький рівень підлоги в усьому салоні, а ще й систему спуску і підйому рівня посадки ECAS, що називається кнілінгом; тролейбус може присісти до рівня бордюру (до 25 сантиметрів, на 7 униз) і «підвищитися» на 6 сантиметрів уверх (до 38—39 сантиметрів).
Оскільки тролейбус є повністю низькопідлоговим, він є дуже зручним для усіх пасажирів, і не у останню чергу для маломобільних людей та інвалідів, яких тролейбус може перевозити (про це свідчать іконки у салоні, на боковинах, можуть клеїтися і на передок тролейбуса). Сам салон тролейбуса оснащений багатьма цікавими та сучасними елементами; комфорт та безпека для пасажирів у ньому перебувають на високому рівні. Узагалі, салон виконаний у світлих барвах, колір обшивки борів світлосірий, поручні яксраво-жовті, а сидіння розмальовані; борти салону обшиті склопластиком. Підлога салону застелена суцільнотягненим листом лінолеуму, який оздоблений блискітками. Поручні тролейбуса мають характерний яскраво-жовтий колір, тонкого типу, зроблені зі сталевої труби, та покриті корозієстійкою полімерною фарбою, вертикальні поручні розміщені у достатній кількості біля рядів сидячих місць, на накопичувальних майданчиках; на них (на деяких з них) розміщені компостирувальні апарати — звичайно, вони електронні, а такі «відсталі», механічні, які можна побачити на боковинах у салоні деяких тролейбусів строго варіанту; також на деяких з вертикальних поручнях розміщені кнопки виклику до водія (наприклад, зупинка на вимогу), кнопки синього кольору та дають звуковий сигнал до кабіни водія. Горизонтальні ж поручні розміщені майже по усій довжині салону тролейбуса; на них підвішені пластикові ручки-тримачі для більшого комфорту, оскільки горизонтальні поручні розміщені досить високо, для людей низького зросту дані ручки є дуже зручними. Сидіння м'які, роздільного типу (переважна більшість), передня спинка і подушка сидінь обшита синтетичною тканиною, красиво розшитою синьою тканиною та може бути розшита різними малюнками та лініями (див. фотографії); оббивка сидінь зроблена з синтетичного, легко відчищуваного матеріалу, дана синтетична тканина є антивандальною. Задня спинка сидінь та ручка для стоячих поблизу пасажирів є зроблена з пластмаси, також до ручок деяких сидінь можуть кріпитися вертикальні поручні. Однак, тут варто зауважити, що не усі з сидінь є роздільного типу, так, на двох передніх колісних арках наявні полуторні сидіння,це сидіння суміжного типу, зазвичай призначене для двох пасажирів, однак для двох дорослих пасажирів є дещо замалим. Їх наявно 4, вони розміщені на передніх колісних арках; однак, ті, що розвернуті до салону розміщені майже впритул до наступного ряду, що не є дуже зручним, а ті, що розвернуті до перегородки водія мають досить вузький прохід (це ті, що з лівого боку); ті що з правого, навпаки є дуже зручними для виходу з них, однак усе ж для двох дорослих людей «полуторного» сидіння явно недостатньо. Усього ж у салоні розміщено 28 сидінь, до того ж, між рядами сидінь та на колісних арках зберігається досить широкий прохід, і планування салону є досить вдалим.
Оскільки даний тролейбус є повністю низькопідлоговим, він може перевозити інвалідів у візках, і у нього наявне усе необхідне для цього. По-перше, тролейбус може присідати до рівня тротуару (до 25 сантиметрів над рівнем дороги); біля середніх дверей наявні наклейки (з іконками на синьому фоні, що показують про можливість перевезення чогось), що нагадують про те, що ці двері призначені та обладнані для в'їзду інвалідного або дитячого візочка. Майже навпроти середніх дверей розміщений накопичувальним майданчик, на якому виділено достатньо місця для інвалідного або дитячого візка. Навпроти середніх дверей розміщено спеціальний висувний пандус, який розкладається і складається вручну, а у тролейбуса новішої розробки Škoda 28Tr Solaris, цей пандус є і узагалі електричним. На тому ж накопичувальному майданчику розміщене спеціальне інвалідне відкидне крісло; візок може закріплюватися за допомогою ременів безпеки, також на майданчику (на борті) розміщена кнопка виклику до водія у разі проблем. У салоні тролейбуса наявні різні засоби інформаційної системи; в салоні встановлено гучномовці, через які водій оголошує зупинки, хоча є і такі альтернативи, як спеціальні телевізори, на яких показаний увесь маршрут тролейбуса у анімації, також по таких телевізорах часто показують рекламу; у салоні можуть розміщуватися електронні «рухомі рядки», які показують дату, температуру повітря, маршрут тролейбуса: отже інформаційна система тролейбуса перебуває на високому рівні. Тролейбус Škoda 24Tr Irisbus, як і багато інших європейських тролейбусів, оснащений тонованими склопакетами; бокові вікна є травмобезпечними (безскалковими), окрім тих, які призначені для аварійного виходу у разі серйозних ДТП; заднє скло також є безскалковим. У тролейбуса добре розвинена система вентиляції: тролейбус оснащений зсувними кватирками і люками на даху для примусової циркуляції повітря, також встановлено 2 двошвидкісних вентилятори; можливе встановлення кондиціонера (встановлений у більшості випущених моделей); до того ж, кондиціонер може бути як для усього тролейбуса, так окремі два для кабіни водія і для пасажирського салону (це альтернативний варіант). Система опалення тролейбуса також розвинена: вона представлена потужним водяним конвектором, який працює за допомогою нагрівання води у спеціальному котлі. Освітлення у салоні представлене плафоновими світильниками, що розміщені на дахові салону.
Кабіна водія є закритого типу, вона відмежована від салону суцільною перегородкою; однак спеціальної стулки для входу чи виходу водія з чи до кабіни немає; так, до кабіни з салону ведуть широкі і зручні двері; відсутність «крупної» кабіни є перевагою для тролейбуса: і водієві не є тісно, і передні двері, де зазвичай у годину-пік збирається натовп є двостулковими, а отже менше людей буде збиратися у передній частині салону. Дизайн місця водія має багато подібностей з іншими тролейбусами (новими) виробництва Škoda Electric a.s.; місце водія побудовано у світлих кольорах; борти обшиті склопластиком, більшість елементів є світло-сірого кольору . Приладова панель тролейбуса зроблена у вигляді напівкруга і зроблена з пластмаси, колір — найчастіше різні відтінки сірого кольору. Завдяки тому, що «торпеда» є напівкруглою, водієві буде зручно користуватися клавіші. Оскільки двері входу/виходу з лівого боку немає, там наявна додаткова панель з клавішами. Клавіші зазвичай чорного кольору (однак не усі), мають індивідуальну підсвітку та малюнки і позначки з функціями, які вони виконують, і вони легко читаються. Клавіші відкриття і закриття дверей розміщені з правого боку, вони є добре помітними, оскільки вони є округлими, червоними і мають гарну підсвітку. З лівого боку розміщені клавіші для керування «кліматом», тобто керування кондиціонером та конвектором, або вентиляторами (що з цього встановлене, або наявне і те і те), управління фарами та освітленням; на додатковій панелі розміщене керування електрообладнанням, є важіль автоматичного опускання та підняття штанг (якщо у тролейбуса автоматична система штанговловлювання). З показникових приладів зі стрілкою лишився лише спідометр, решта допоміжних приладів розміщено у спеціальному електронному табло, де показано включення дверей, бортова напруга, напруга у контактній мережі, також дрібніші опції, як температура за бортом тролейбуса. Посередині приладової панелі розміщені «кольорові» лампочки (це не світлодіоди), вони показують включені функції, як, наприклад: включені фари, відкриті двері, ABS, ASR сигнали поворотів, дальнє світло, сигнал з майданчика, ще наявні інвалідні місця, сигнал про зупинку на вимогу. Як було згадано вище, спідометр електронним не є, однак він цілком європейський: він є оцифрованим лише до 80 км/год (такі спідометри часто зустрічаються у Solaris Trollino, такий може бути і у Škoda 28Tr Solaris), останній цифрі на циферблаті «80» дивуватися ні́чого — тролейбусові е потрібна така швидкість, бо він є міським, і тим більше, на європейські тролейбуси часто встановлюються обмежувачі максимальної швидкості (Maximal Speed Control), які зазвичай налаштовані на 50—60 км/год (міським тролейбусам більша швидкість і не потрібна); щодо максимальної швидкості, то швидкість тролейбуса становить ≥65 км/год; спідометр тролейбуса має електронний одометр, який показує кілометраж, тобто пробіг тролейбуса. Кермова колонка тролейбуса зроблена німецькою фірмою ZF, кермова колонка тролейбуса оснащена гідропідсилювачем, завдяки чому керування стає значно легше; на кермі вибито емблему «Irisbus», проблема кількох підкермових важелів вирішена шляхом об'єднання їх у один мультиджойстик. Водійське крісло м'яке, комфортне, розміщене на пневмопідвісці та на спеціальних рейках, і може відсуватися за потреби, регулюється в глибину і в висоту, крісло має підголівник, оббивка виготовлена з синтетичної тканини, розшитої різними «дизайнерськими» елементами. Слід також відмітити, що біля приладової панелі розміщений спеціальний кольоровий апарат, який контролює електронні рейсовказівники, показує відстань до зупинок, показує різні допоміжні функції, а також має систему діагностування несправностей у тролейбуса у разі виникнення несправностей і поломок, також має спеціальний ввідний PIN-код. Вентиляція у кабіні водія представлена зсувною кватиркою, вентилятором і можливим кондиціонером, а опалення — від водяного конвектора.

## Переваги моделі Škoda 24Tr Irisbus

### Безпека
У тролейбуса наявний високий рівень безпеки у усіх компонентах. По-перше, на тролейбус встановлено травмобезпечні безскалкові склопакети (зокрема, і лобове скло). На двері тролейбуса встановлено систему протизащемлення пасажирів, що є особливо актуальним у годину-пік, коли тролейбуси їздять «забитими»; окрім цього, наявна система «повітряного ключа», що блокує рух тролейбуса з відкритими дверима. На тролейбусі стоять антиблокувальна (для зменшення гальмівного шляху) ABS і антибускувальна система ASR для неможливості буксування на льоді і слизьких поверхнях. Комплект електрообладнання щільно загерметизовано на даху тролейбуса.

### Дизайн
Тролейбус Škoda 24Tr Irisbus є побудованим на базі Irisbus Citelis 12, і використовує багато італійських компонент. Також побудовано довгу версію даного тролейбуса — Škoda 25Tr Irisbus, який має чимало уніфікованих деталей з цим тролейбусом. Кузов тролейбуса тримальний, інтегрований з рамою, а обшивка зроблена з листів неіржавкої сталі, кузов повністю покритий антикорозійними емалями. Тролейбус має сучасний вигляд передньої і задньої панелі, панорамне лобове скло, електронні маршрутовказівники та і узагалі є досить симпатичним; салон тролейбуса має високий рівень дизайну та комфорту, сидіння красиво розшиті, у тролейбуса є чимало так званих «дизайнерських» елементів.

### Електрообладнання і дизельно-генераторна установка
Електрообладнання тролейбуса майже повністю виготовлене у Чехії, де на рідні тролейбуси зазвичай ставлять рідне устаткування. Двигун тролейбуса є асинхронним, виготовлений чеською фірмою Škoda Electric a.s; і має потужність 210 кіловат. Система управління базована на IGBT-транзисторах і також чеського виробництва. Тролейбус може обладнуватися засобами для автономного ходу поза контактною мережею. На Škoda 24Tr Irisbus можуть встановлюватися акумуляторні батареї, на яких тролейбус здатен проїхати кілька кілометрів. Також на нього може встановлюватися дизельно-генераторна установка, однак тут дизель слугує для вироблення електроенергії (гібридний привод), тролейбус не є дуобусом, і тому у нього не присутнє нічого, що є у машин з двигуном внутрішнього згоряння; на нього встановлюється установка італійського виробництва Iveco APU 100 Dipme потужністю 100 кіловат, і відповідає екологічним нормам Euro-3, завдяки цьому тролейбусові вдасться зберегти транспортну швидкість у не менше ніж 65 км/год, дизельно-генераторна уставка наявна у більшості з випущених тролейбусів Škoda 24Tr Irisbus. У даної машини пантографи виробництва Lekov, у нього можливе автоматичне або напівавтоматичне штанговловлювання.

### Комфорт
Рівень комфорту у даного тролейбуса для пасажира є дуже високим. 12-метровий тролейбус, що уміщує щонайменше 85 пасажирів, з яких 28 сидячих місць, є повністю низькопідлоговим, що є зручним для будь-яких пасажирів, а на зупинках, тролейбус може застосовувати систем кнілінгу кузова (підіймання та опускання на кілька сантиметрів). У тролейбуса наявні комфортні м'які пасажирські крісла з синтетичною оббивкою; поручні тролейбуса (деякі) обладнані новітніми компостирувальними апаратами та кнопками виклику до водія. Також тролейбус обладнаний спеціальним висувним пандусом для в'їзду пасажирів на інвалідних візках, є спеціальне інвалідне крісло. У тролейбуса наявні тоновані склопакети та добре розвинена система вентиляції та опалення, можливе встановлення кондиціонера (обладнана більшість), водяне опалення за рахунок нагрівання води у спеціальному котлі. Дана модель має чимало уніфікованих деталей з Irisbus Citelis 12M i Škoda 25Tr Irisbus.

### Альтернативи
У даного тролейбуса, як і багатьох інших, можливе встановлення кількох альтернатив та додаткових опцій:
- можливе встановлення акумуляторних батарей для забезпечення автономного ходу тролейбуса;
- можливе встановлення дизельно-генераторної установки для забезпечення автономного ходу тролейбуса (обладнано переважну більшість);
- можливе встановлення напів або повністю автоматичних пантографів;
- можливе встановлення кондиціонера у салоні (обладнано багато екземплярів);
- можливе встановлення кондиціонера: окремого у кабіні водія, окремого у салоні (обладнано багато екземплярів).

## Технічні характеристики
| Škoda 24Tr Irisbus                                        | Škoda 24Tr Irisbus                                                                          |
| --------------------------------------------------------- | ------------------------------------------------------------------------------------------- |
| Загальні дані                                             |                                                                                             |
| Модель                                                    | Škoda 24Tr Irisbus                                                                          |
| Клас                                                      | міський тролейбус                                                                           |
| Виробник                                                  | Škoda Electric a.s                                                                          |
| Випускається з                                            | 2004 (проект 2003)                                                                          |
| Базований на, модель                                      | Irisbus Citelis 12M                                                                         |
| Подібні                                                   | Škoda 25Tr Irisbus, Irisbus Citelis 12M                                                     |
| Кількість випущених екземплярів                           | 185                                                                                         |
| Кузов                                                     |                                                                                             |
| Кузов (загальне описання)                                 | одноланковий, вагонного компонування, тримальний, інтегрований з рамою                      |
| Каркас і обшивка кузова                                   | неіржавка сталь (личкування передка і задка склопластикове)                                 |
| Покриття боковин і даху                                   | алюмінієві листи + неіржавка сталь, личкування передка і задка склопластикове               |
| Габаритні розміри                                         |                                                                                             |
| Довжина, мм                                               | 11990                                                                                       |
| Ширина, мм                                                | 2550                                                                                        |
| Висота, мм                                                | 3500                                                                                        |
| Передній звис, мм                                         |                                                                                             |
| Задній звис, мм                                           |                                                                                             |
| Поворотний діаметр, не менше                              | 21.0 метри                                                                                  |
| Колісна база, мм                                          |                                                                                             |
| Дорожній просвіт, мм                                      | 140                                                                                         |
| Кут з'їзду, виїзду, °                                     | 7/7                                                                                         |
| Елементи ззовні                                           |                                                                                             |
| Світлотехніка (передок)                                   | 8 фар (2 протитуманні), з лінзовим скління                                                  |
| Бампер                                                    | заварний, нечіткоокреслений                                                                 |
| Бокові дзеркала заднього виду                             | сферичного типу, мають електропідігрів, антиблікове покриття та додаткові дзеркала          |
| Лобове скло                                               | панорамне, безскалкове                                                                      |
| Склоочисники                                              | 2 горизонтального типу; 3-швидкісні                                                         |
| Такса на передку                                          | тролейбус не належить до серії, що виготовлена на базі Solaris Urbino                       |
| Маршрутовказівники                                        | BUSE комбіновані                                                                            |
| Розташування мотовідсіку двигуна                          | ззаду за задньою панеллю                                                                    |
| Колеса                                                    | 295/80R×22.5 (радіальні/дискові); 4×2                                                       |
| Осі, штук                                                 | 2 (4×2)                                                                                     |
| Ходова частина, гальмівна система                         |                                                                                             |
| Передня вісь                                              | ZF RL 75                                                                                    |
| Тягова вісь (задня), модель                               | ZF AV 132                                                                                   |
| Гальмівна система (робоча)                                | пневматична, двоконтурна                                                                    |
| Ручне гальмо                                              | ручний важіль                                                                               |
| Додаткове гальмо                                          | електродинамічне                                                                            |
| ABS                                                       | наявна                                                                                      |
| ASR                                                       | наявна                                                                                      |
| Передня підвіска                                          | незалежна                                                                                   |
| Задня підвіска                                            | залежна пневматична з регулятором підлоги                                                   |
| ECAS (кнілінг)                                            | наявна                                                                                      |
| Салон                                                     |                                                                                             |
| Кількість дверей і тип                                    | 3 двостулкові поворотно-зсувного типу з пневматичним або електричним приводом.              |
| Аварійне відкриття дверей                                 | кнопки біля дверей ззовні і над приводом усередині                                          |
| Система «повітряний ключ»                                 | наявна                                                                                      |
| Висота підлоги салону над дорогою, см                     | 32 (передній) 33 (задній) (без кнілінгу)                                                    |
| Кнілінг на,                                               | 7 см униз ; 6 см уверх                                                                      |
| Пандус для в'їзду інвалідних візків                       | відкидна рампа, відсувається і зсувається механічно (площа 1000×905, мм)                    |
| Електричний пандус                                        | так (опціонально)                                                                           |
| Розташування пандуса                                      | 2 (середні) двері                                                                           |
| Спеціальна накопичувальний майданчик                      | наявна                                                                                      |
| Інвалідне місце                                           | наявне                                                                                      |
| Поручні                                                   | з тонкої сталевої труби, з антикорозійною обробкою                                          |
| Сидіння                                                   | м'які, роздільні, ковшового стилю з пластиковими тримачами для стоячих+(полуторні)          |
| Кількість сидінь                                          | 28 штук                                                                                     |
| Висота салону, см                                         | ~237 сантиметрів                                                                            |
| Система компостування квитків                             | електронні апарати на поручнях                                                              |
| Освітлення у салоні                                       | Люмінісцентні лампи 36Вт                                                                    |
| Вентиляція у салоні                                       | Опціонально кондиціонер водія та кондиціонер у салоні                                       |
| Бокові вікна                                              | тоновані чорним відтінком, безскалкові                                                      |
| Опалення у салоні                                         | Електрокалорифери                                                                           |
| Пасажиромісткість салону, чол                             | 86 (нормальна місткість)                                                                    |
| Місце водія                                               |                                                                                             |
| Кабіна водія                                              | відокремлена перегородкою від салону (окремої стулки немає)                                 |
| Освітлення у кабіні                                       | кожен з показникових приладів і один плафоновий світильник                                  |
| Вентиляція у кабіні                                       | через вентилятор і зсувну кватирку (можливий кондиціонер, окремий)                          |
| Крісло водія                                              | м'яке з підголівником на пневмопідвісці; регулюється спинка, крісло відсувається.           |
| Приладова панель                                          | Siemens VDO, VDV                                                                            |
| Кермова система                                           | ZF 8098 Servocom з гідропідсилювачем                                                        |
| Педалі                                                    | 2 керівні педалі                                                                            |
| Двигун і динамічні характеристики                         |                                                                                             |
| Тип двигуна                                               | асинхронний тяговий електродвигун                                                           |
| Марка двигуна (для конкретно цієї модифікації)            | Škoda 20ML3550K/4                                                                           |
| Кількість двигунів                                        | 1                                                                                           |
| Потужність електродвигуна, кіловат                        | 210                                                                                         |
| Максимальна швидкість руху, км/год                        | ≥65                                                                                         |
| Електроустаткування                                       |                                                                                             |
| Система керування                                         | тяговий інвертор Škoda Blue Drive.                                                          |
| Система штанговловлювання                                 | механічна (вручну) або напівавтоматична чи автоматична (дистанційна) — додаткова можливість |
| Струмоприймачі                                            | Lekov TSS                                                                                   |
| Чи може їхати автономно?                                  | Опціонально так                                                                             |
| Автономний хід                                            |                                                                                             |
| Дизельно-гнераторна установка                             | можлива (додаткова опція)                                                                   |
| Модель ДГУ                                                | Iveco APU 100 Dipme                                                                         |
| Потужність ДГУ, кіловат                                   | 100                                                                                         |
| Максимальна швидкість при русі в режимі дизель, км/год    | не менше 65                                                                                 |
| Напруга на струмоприймачах, Вольт                         | 600 або 750                                                                                 |
| Бортова напруга, Вольт                                    | 24                                                                                          |
| Низьковольтне обладнання, обмотки дротів                  | CAN-bus                                                                                     |
| Рекуперація при гальмуванні, збереження електроенергії, % | 15—40                                                                                       |
| Компресорний агрегат                                      |                                                                                             |
| Номінальна сила струму, Ампер                             | 220                                                                                         |
| Апарат-діагностична система поломок                       | інтегрована                                                                                 |
| Ізоляція комплекту тягового електроустаткування           | IP55                                                                                        |
| Котушки для дротів керування тролеями                     | поміщені у пластиковий захисний чохол                                                       |